# Нубийци
Нубийците са народ, обитаващ историческата област Нубия в южната част на Египет и Северен Судан.
Нубийците наброяват от 0,5 до 2 милиона души. Включват 4 племена – фадиджа, махас, кенузи (кунуз) и донгола, обединени в 2 етнически групи: фадиджа-махас (до 0,5 млн. души) и кенузи-донгола (до 1,2 млн.), като отделно от тях предимно в Египет има до 0,5 млн. арабизирани нубийци. Броят им в Судан е около 300 хил. души.
Нубийците говорят нубийски езици от нило-нубийския клон на тама-нубийското семейство от нило-сахарското макросемейство. Тези езици са нобин (произхождат от древнонубийския с диалектите фадиджа и махас) и кенузи-донгола. Всички нубийци също така владеят арабски.
Преди XII-XIV век голяма част от нубийци са християни от Коптската православна църква, а след това стават мюсюлмани. Всички нубийци са мюсюлмани. Те принадлежат към етиопската преходна раса и са планинци, обитаващи Нубийските планини.